# Hidalmás község
Hidalmás község (románul: Comuna Hida) község Szilágy megyében, Romániában. Központja Hidalmás, beosztott falvai Almásrákos, Bányika, Füzes, Füzesszentpéter, Komlósújfalu, Milvány, Tyikló.

## Népessége
A 2011-es népszámlálás adatai alapján a község népessége 2787 fő volt.